# Địa khu Louisiana
Địa khu Louisiana (tiếng Anh: District of Louisiana) là một khu được ấn định chính thức của chính phủ Hoa Kỳ bao gồm phần lớn Vùng đất mua Louisiana còn lại sau khi Lãnh thổ Orleans được tổ chức. Phần đất nằm ở phía bắc của tiểu bang Arkansas ngày nay cũng còn được biết với cái tên là Thượng Louisiana. Địa khu Louisiana cũng là một phân vùng hành chánh dưới thời cai trị của người Pháp và người Tây Ban Nha.

## Địa khu quân sự Louisiana
Theo luật được ban hành ngày 31 tháng 10 năm 1803, Quốc hội Hoa Kỳ đã ra các điều khoản cho một chính quyền lâm thời của vùng đất mua từ Pháp. Tổng thống được trao quyền sử dụng lực lượng quân sự để duy trì trật tự mặc dù chính quyền dân sự địa phương vẫn tiếp tục làm việc như còn dưới thời cai trị của Pháp và Tây Ban Nha. Chính quyền quân sự hiện hữu từ ngày 10 tháng 3 năm 1804 (ngày chuyển giao vùng đất từ tay người Pháp) cho đến ngày 30 tháng 9 năm 1804 với Amos Stoddard phục vụ với tư cách là tư lệnh vùng đất này.

## Địa khu dân sự Louisiana
Ngày 26 tháng 3 năm 1804, Quốc hội ban hành luật có hiệu quả ngày 1 tháng 10 năm 1804 nhằm nới rộng quyền hạn của Thống đốc và các Thẩm phán của Lãnh thổ Indiana để tạm thời đặt Địa khu Louisiana dưới quyền pháp lý của họ. Năm 1804, Thống đốc Lãnh thổ Indiana là William Henry Harrison và các thẩm phán lãnh thổ là Davis, Griffin, và Vandenberg đã tổ chức tòa án tại thủ phủ địa khu là St. Louis và ban hành luật pháp cho vùng đất này.
Dưới các điều khoản của đạo luật thành lập chính quyền lâm thời, Thống đốc và các thẩm phán của Lãnh thổ Indiana phải họp hai năm một lần tại St. Louis. Tuy nhiên, dân định cư ở phía bờ tây đã phàn nàn về việc này được nhận thấy như sau:
- Phản đối chính sách không công nhận đất do người Tây Ban Nha cấp (trong có tài sản của Daniel Boone)
- Phản đối chính sách đuổi dân định cư khỏi vùng đất trước khi phần nhiều vùng đất được giao lại cho người bản thổ Mỹ được tái định cư ở phía tây Sông Mississippi.
- Phản đối việc áp dụng luật phổ thông khi đất đai được hợp thức hóa trước đây bằng luật dân sự (theo cùng là việc bắt đầu đánh thuế)
- Thiếu cung ứng trường học cho khối đa số người nói tiếng Pháp bên bờ sông phía tây.
- Quan tâm rằng các điều khoản của Sắc lệnh Tây Bắc cấm chế độ nô lệ sẽ được ban hành trên bờ sông phía tây nơi mà trong lịch sử người ta có thể làm chủ các nô lệ.
- Phản đối rằng Vincennes cách xa hơn 180 dặm Anh

Dân định cư từ Địa khu Louisiana mà đã bị chia thành năm khu vào ngày bị Hoa Kỳ sáp nhập (New Madrid, Cape Girardeau, Ste. Genevieve, St. Charles and St. Louis) đã họp tại St. Louis trong tháng 9 năm 1804 để chính thức phản đối việc sáp nhập. Trong số những người ký tên vào bản tuyên ngôn có Auguste Chouteau.
Một trong các sự kiện nổi bật nhất trong thời kỳ này là Hiệp ước St. Louis mà theo đó hai bộ lạc Sac và Fox đã nhường lại đông bắc Missouri, bắc Illinois và nam Wisconsin cho Hoa Kỳ. Tức giận vì hiệp ước này đã khiến cho các bộ lạc đứng về phía của người Anh trong Chiến tranh 1812 bằng việc tấn công Hoa Kỳ dọc theo Sông Missouri, Sông Ohio và Sông Mississippi và rồi dẫn đến Chiến tranh Black Hawk năm 1832.
Ngày 3 tháng 3 năm 1805, Quốc hội Hoa Kỳ ban hành luật tổ chức Địa khu Louisiana thành Lãnh thổ Louisiana, có hiệu lực ngày 4 tháng 7 năm 1805. Chính quyền lãnh thổ này được tổ chức tương tự như chính quyền Lãnh thổ Indiana.